# Edgar Reitz
Edgar Reitz (Morbach, Hunsrück, 1 de noviembre de 1932) es un director de cine y profesor alemán en la Staatlichen Hochschule für Gestaltung de Karlsruhe. En 1963 fundó, junto con Alexander Kluge, el Institut für Filmgestaltung. Su primer film, Lust for Love (1967), consiguió el premio a la mejor película debut en el Festival de Cine de Venecia. Pese a su extensa filmografía a lo largo de la década de los años 1970, no fue hasta 1984, con el estreno de la primera parte de Heimat, cuando Reitz se convierte en uno de los productores y directores más populares del Nuevo cine alemán. En 2004 Reitz estrenó la tercera parte de Heimat, tras sortear numerosos problemas de financiación. Actualmente, Edgar Reitz vive en Múnich.

## Filmografía

### Películas
- Varia Vision (1965)
- Mahlzeiten (1967)
- Filmstunde (película para televisión, 1968)
- Uxmal (1968)
- Cardillac (1969)
- Kino zwei (1971)
- Geschichten vom Kübelkind (1971)
- Das Goldene Ding (1972)
- Die Reise nach Wien (1973)
- Wir gehen wohnen (1975)
- Stunde Null (película para televisión, 1977)
- Der Schneider von Ulm (1978)
- Deutschland im Herbst (1978)
- Geschichten aus den Hunsrückdörfern (documental, 1981)
- Heimat – Eine deutsche Chronik (1984)
- Die Zweite Heimat – Chronik einer Jugend (1992)
- Die Nacht der Regisseure (documental, 1995)
- Heimat 3 – Chronik einer Zeitenwende (2004)
- Heimat-Fragmente: Die Frauen (2006)
- Heimat, la otra tierra (2013).

### Cortometrajes
- Gesicht einer Residenz (1953)
- Auf offener Bühne (1953)
- Yucatán (1960)
- Geschwindigkeit (1963)
- Binnenschiffahrt (1965)
- Unendliche Fahrt – aber begrenzt (1965)
- I bambini (Die Kinder) (1966)
- Altstadt – Lebensstadt (documental para televisión, 1977)
- Susanne tanzt (documental, 1979)
- Biermann-Film (1983).

## Premios y distinciones
Festival Internacional de Cine de Venecia
| Año  | Categoría         | Película                                 | Resultado |
| ---- | ----------------- | ---------------------------------------- | --------- |
| 1967 | Mejor ópera prima | Mahlzeiten                               | Ganador   |
| 1984 | Premio FIPRESCI   | Heimat                                   | Ganador   |
| 1992 | Premio FIPRESCI   | Die zweite Heimat - Chronik einer Jugend | Ganador   |